# كبريتيد الفضة
 كبريتيد الفضة  مركب كيميائي له الصيغة Ag2S ، ويكون على شكل بلورات سوداء .

## الخواص
- لا ينحل مركب كبريتيد الفضة في الماء كما يشير جداء الانحلال في العلاقة أدناه

KS = c [Ag+]2 . c [S 2-] ≈ 10 -50
كما انه يطلق غاز كبريتيد الهيدروجين عند تلامسه مع الاحماض
```
وكما انه لا ينحل 
بالحمض الكبريتيك
 
وحمض الهيدروكلوريك
 باليذوب 
بالحمض النتريك
 المخفف
```

## التحضير والوفرة الطبيعية
يوجد مركب كبريتيد الفضة في الطبيعة على شكل معدن الأرجنتيت.
مخبرياً يحضر من تمرير غاز كبريتيد الهيدروجين على محلول ملح من أملاح الفضة فيترسب راسب أسود حسب المعادلة العامة:
2Ag + + S 2- → Ag2S↓

## اسوداد سطح الفضة
يسبب كبريتيد الفضة اسوداداً على سطح الفضة في حال التماس مع غاز كبريتيد الهيدروجين والذي يتفاعل مع طبقة أكسيد الفضة الأحادية، والتي تشكل طبقة سطحية رقيقة على سطح الفضة. يتشكل كبريتيد الفضة حسب المعادلة:
Ag2O + H2S → Ag2S + H2O
يمكن التخلص من هذا الاسوداد باستخدام محلول من ثيو اليوريا في حمض الكبريتيك. هناك طريقة أسهل وذلك بإجراء عملية اختزال لكبريتيد الفضة. يتم ذلك بتماس المادة الفضية مع سطح من الألومنيوم في محلول ساخن من كربونات الصوديوم وكلوريد الصوديوم.

## الاستخدامات
- يستخدم كبريتيد الفضة بشكل تقني في كلون في صناعة خزف.

## معلومات منوّعة
- عند اتحاد كبريتيد الفضة مع الفضة، ينتج غاز كبريتيد الهيدروجين وتتشكل طبقة من كبريتيد الفضة السوداء على الفضة. ما يحمي الفضة الداخلية من التحول بزيادة إلى كبريتيد الفضة.[2]
- يمكن أن تشكّل شعيرات الفضة عندما يتشكّل كبريتيد الفضة على سطح ملامسات كهربية الفضة التي تعمل في جوٍ غني بكبريتيد الهيدروجين والرطوبة العالية.[3] يمكن أن تتواجد مثل هذه الأجواء في مصانع الورق ومعالجة مياه الصرف الصحي.[4][5]
- عام 1833 لاحظ مايكل فاراداي  أن مقاومة كبريتيد الفضة تنخفض بشكلٍ كبير مع زيادة درجة الحرارة. وكانت هذه المرة الأولى على الإطلاق التي تذكر فيها المواد شبه الموصلة.[6]